# GoldenEye
GoldenEye (titulada por su título original en España y el resto de Hispanoamérica y GoldenEye: el regreso del agente 007 o El ojo dorado en México) es la decimoséptima película de la saga James Bond y la primera de las cuatro protagonizadas por Pierce Brosnan en el papel del agente del MI6 James Bond 007. La película fue dirigida por Martin Campbell y es la primera película de la serie en no tomar elementos de ninguna de las obras del novelista Ian Fleming. La historia fue concebida y escrita por Michael France, con la colaboración posterior de otros escritores. En la película, Bond lucha para impedir que un sindicato de armas liderado por un exagente desertor del MI6 utilice el satélite GoldenEye contra Londres para causar un colapso financiero mundial.
GoldenEye fue estrenada en 1995, seis años después de la anterior entrega Licencia para matar (1989). Durante estos seis años (el periodo más largo transcurrido entre dos películas de la franquicia desde su inicio en 1962), la saga quedó parada debido a disputas legales entre los productores, Timothy Dalton renunció a interpretar de nuevo a James Bond (el 11 de abril de 1994 anunció oficialmente su renuncia definitiva al papel) y fue reemplazado por Pierce Brosnan. También fueron reemplazados M, con la actriz Judi Dench convirtiéndose en la primera mujer en interpretar al personaje, reemplazando a Robert Brown; y Miss Moneypenny, con Samantha Bond reemplazando a Caroline Bliss. De las películas anteriores, el único actor que se mantuvo fue Desmond Llewelyn en el papel de Q. GoldenEye fue la primera película de Bond realizada tras la disolución de la Unión Soviética y el fin de la Guerra Fría, que provee un fondo a la trama.
El nombre "GoldenEye" rinde homenaje al creador de James Bond, Ian Fleming. Mientras trabajaba para la Inteligencia Naval Británica como capitán de corbeta, Ian Fleming tuvo enlace con la OSS estadounidense para vigilar la evolución en España después de la guerra civil española en una operación denominada Operación Goldeneye. Fleming utilizó el nombre de su operación para así llamar a su finca en Oracabessa, Jamaica.

## Argumento
En 1986, los agentes del MI6 Alec Trevelyan (006) (Sean Bean) y James Bond (007) (Pierce Brosnan), se infiltran en una fábrica soviética de armas químicas en Arcángel para destruirla con explosivos, pero Trevelyan es capturado y disparado por el coronel Ourumov (Gottfried John). Bond reduce la cuenta atrás de los detonadores para acelerar la explosión y huye en un avión mientras la fábrica es destruida. 
Nueve años después, en Montecarlo, Bond sigue a Xenia Onatopp (Famke Janssen), miembro del sindicato criminal Janus, que tiene una sospechosa relación con un almirante de la Marina Real Canadiense. Esa noche, el almirante lleva a Onatopp a su yate, donde ella lo asesina asfixiándolo entre sus muslos durante el acto sexual. Mientras, sus credenciales son robadas por Ourumov, ahora ascendido a general, que las utiliza para abordar con Onatopp un destructor de la Marina francesa y robar un helicóptero Eurocopter EC665 Tigre. Ourumov y Onatopp llevan el helicóptero hasta una base de seguimiento de satélites en Severnaya, en Siberia, donde asesinan a todo el personal y se hacen con los mandos de los GoldenEye, dos satélites soviéticos de la Guerra Fría capaces de generar pulsos electromagnéticos. Programan el primer GoldenEye (Petya) para destruir la base, y escapan con el programador informático Boris Grishenko (Alan Cumming), que trabaja secretamente para Janus. La programadora informática Natalya Simonova (Izabella Scorupco), la única superviviente de la masacre, contacta con Boris y se cita con él en San Petersburgo, donde él la traiciona y permite que sea secuestrada por Janus.
En Londres, M asigna a Bond la investigación del ataque a Severnaya. Tras ser equipado para su misión por Q (Desmond Llewelyn), Bond viaja a San Petersburgo, donde se encuentra con el agente de la CIA Jack Wade (Joe Don Baker), que le sugiere que pida ayuda a Valentin Zukovsky (Robbie Coltrane), un exagente del KGB y rival de Janus en el tráfico de armas. Bond y Zukovsky son viejos rivales y años atrás Bond le disparó en la pierna y le robó su coche y a su amante. Zukovsky recibe a Bond aún rencoroso por haberle herido, pero Bond logra hacer un trato con él para que le organice una cita con el líder de Janus. Poco después, Onatopp sorprende a Bond en su hotel y trata de matarle, pero él logra vencerla y le ordena que le lleve hasta Janus, quien resulta ser Alec Trevelyan, que fingió su muerte en Arcángel pero su rostro quedó parcialmente desfigurado por la explosión. Trevelyan es descendiente de cosacos que colaboraron con la Alemania nazi durante la Segunda Guerra Mundial. Cuando Alemania fue derrotada, los cosacos se aliaron con los británicos para luchar contra el comunismo. Trevelyan quiere vengarse de los británicos por traicionar a los cosacos y entregarlos a Stalin, que ordenó ejecutarlos a todos. Los padres de Trevelyan sobrevivieron, pero incapaz de vivir con la culpa y la vergüenza, su padre mató a su madre y después se suicidó. Cuando Bond se dispone a disparar a Trevelyan, es anestesiado con un dardo tranquilizante.
Bond despierta atado junto a Natalya en el interior del helicóptero, que ha sido programado para disparar dos misiles contra sí mismo y autodestruirse. Consiguen escapar, pero son detenidos y llevados al archivo del ejército ruso, donde son interrogados por el ministro de Defensa Dimitri Mishkin (Tchéky Karyo). Cuando Natalya revela la existencia de un segundo satélite y la participación de Ourumov en la masacre de Severnaya, Ourumov llega, mata a Mishkin y llama a los guardias, intentando incriminar a Bond por el asesinato. Bond y Natalya escapan pero, en medio del tiroteo, Natalya es capturada por Ourumov. Bond roba un tanque y persigue a Ourumov a través de las calles de San Petersburgo hasta llegar el tren de Trevelyan. Ourumov, Onatopp y Trevelyan se disponen a huir en el tren con Natalya, pero Bond consigue detenerlo colocando el tanque en la vía. Bond se introduce en el tren y acorrala a Trevelyan y Onatopp. Ourumov utiliza a Natalya como rehén, pero Bond la rescata y mata a Ourumov. Trevelyan y Onatopp escapan dejando a Bond y Natalya encerrados en el tren, que ha programado para autodestruirse. Bond trata de agujerear el suelo con su reloj láser, mientras Natalya logra localizar el satélite con el que Boris controla el GoldenEye en Cuba. Los dos logran escapar del tren justo antes de que explote y deciden trabajar juntos.
Bond y Natalya se encuentran con Wade en Cayos de la Florida y cogen su avión para viajar a Cuba. Al día siguiente, sobrevolando la selva logran encontrar la guarida de Janus y el satélite, pero su avión es localizado y derribado. Onatopp desciende desde un helicóptero e intenta de nuevo matar a Bond, pero este derriba el helicóptero, que arrastra el cable al que está sujeta Onatopp, haciendo que muera asfixiada entre las ramas de un árbol. Bond y Natalya se infiltran en la guarida de Janus, donde Bond es capturado. Trevelyan revela su plan de robar el Banco de Inglaterra y a continuación borrar todos los registros financieros con el segundo GoldenEye (Misha), ocultando totalmente el robo y destruyendo la economía de Gran Bretaña.
Natalya reprograma el satélite para que inicie la reentrada atmosférica y se autodestruya estrellándose en medio del mar. Trevelyan ordena a Boris que descifre los códigos que ha puesto Natalya. Mientras lo hace, Boris causa inintencionadamente una explosión con un bolígrafo que Q entregó a Bond y que contiene una granada, y Bond aprovecha la confusión para escapar hacia la antena. Bond sabotea la antena, impidiendo que Boris consiga recuperar el control del satélite. Bond y Trevelyan luchan en lo alto de la antena y finalmente Bond hace caer a Trevelyan desde una gran altura. Poco después, la antena explota, aplastando y matando a Trevelyan y destruyendo la base. Boris logra sobrevivir a la explosión, pero acaba congelado por una avalancha de nitrógeno líquido. Natalya se hace con el control de un helicóptero y rescata a Bond. El helicóptero aterriza en una explanada, donde Bond y Natalya son rescatados por Wade y un equipo de Marines.

## Reparto
| Personaje                            | Actor             |
| ------------------------------------ | ----------------- |
| James Bond (007)                     | Pierce Brosnan    |
| Alec Trevelyan (006) / Janus         | Sean Bean         |
| Natalya Simonova                     | Izabella Scorupco |
| Xenia Onatopp                        | Famke Janssen     |
| General Ourumov                      | Gottfried John    |
| Jack Wade                            | Joe Don Baker     |
| Valentin Dmitrovich Zukovsky         | Robbie Coltrane   |
| M                                    | Judi Dench        |
| Q                                    | Desmond Llewelyn  |
| Miss Moneypenny                      | Samantha Bond     |
| Boris Grishenko                      | Alan Cumming      |
| Dmitri Mishkin - Ministro de Defensa | Tchéky Karyo      |
| Bill Tanner                          | Michael Kitchen   |
| Caroline                             | Serena Gordon     |

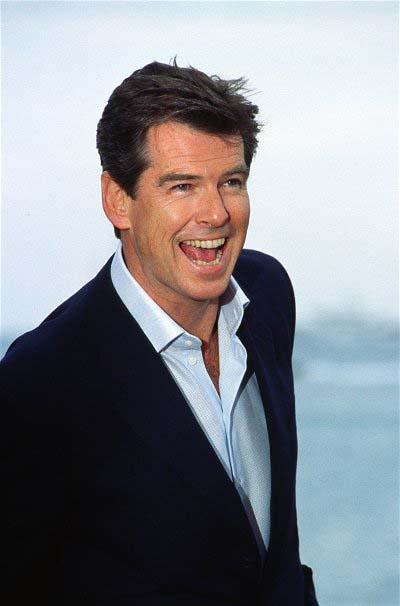
Pierce Brosnan
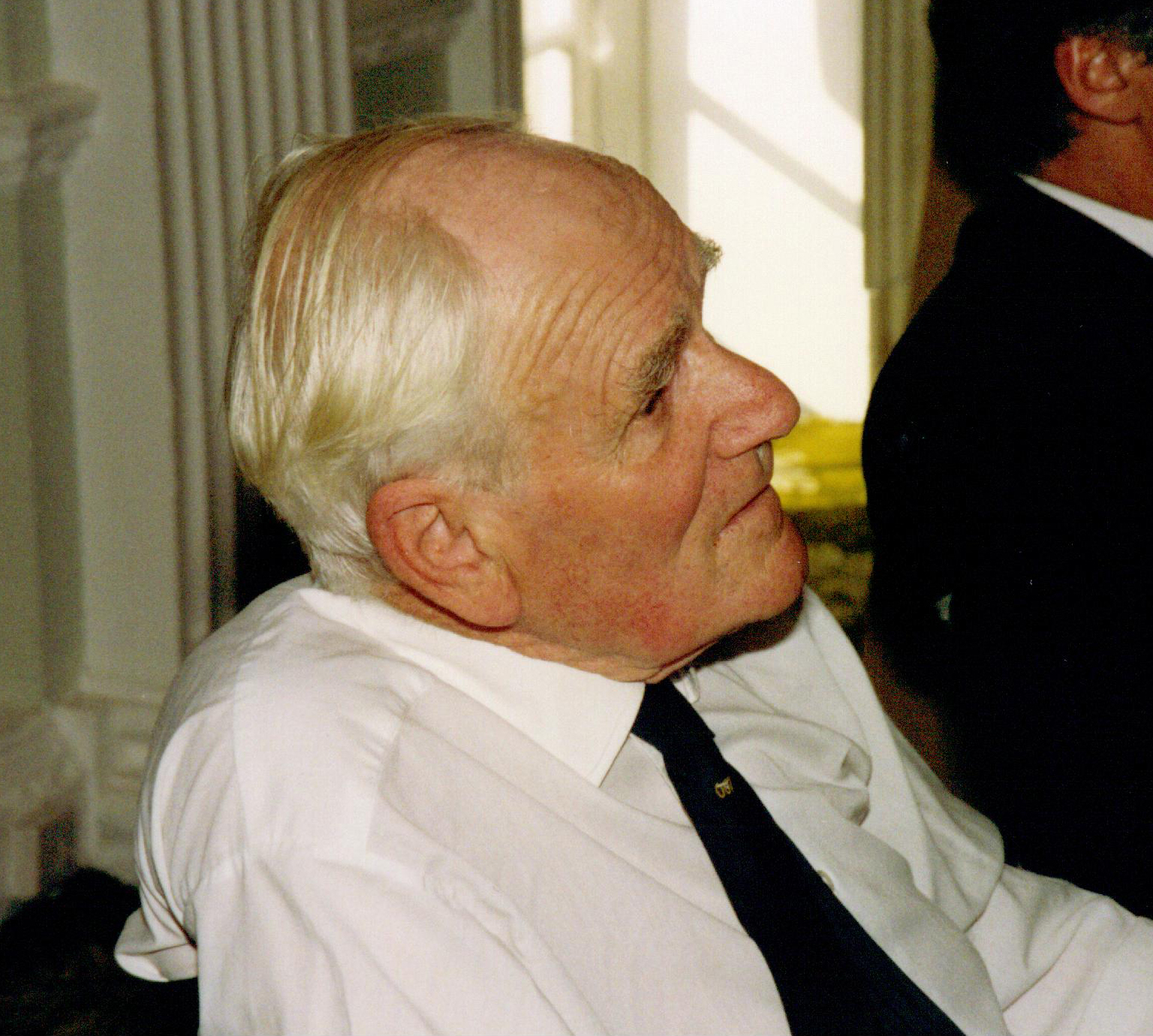
Desmond Llewelyn

## Personal
- Dirección: Martin Campbell
- Producción: Albert R. Broccoli (productor consultor, no acreditado),[3] Michael G. Wilson y Barbara Broccoli
- Guion: Jeffrey Caine, Bruce Feirstein
- Historia: Michael France
- Fotografía: Phil Meheux
- Música: Éric Serra
- Diseño: Peter Lamont

## Producción

### Preludio
Tras el estreno de Licencia para matar, en julio de 1989, se inició, en mayo de 1990, la preproducción del siguiente filme de James Bond. Este sería el tercero protagonizado por Timothy Dalton y con el que completaría su contrato por tres películas. Un póster se dio a conocer en el Hotel Carlton durante el Festival de Cine de Cannes de ese año. No obstante, en agosto, The Sunday Times reportó que el productor, Albert Broccoli, había despedio al escritor y guionista, Richard Maibaum, quien había trabajado en la saga desde Dr. No, y al director John Glen, quien había dirigido las cinco últimas entregas. Para cubrir el puesto de Glen, Broccoli consideró a John Landis, Ted Kotcheff, y John Byrum. Asimismo, su hijastro, Michael G. Wilson, contribuyó con un guion, mientras que Alfonse Ruggiero Jr., coproductor de Wiseguy, fue contratado para reescribirlo. Se esperaba que la producción iniciara en 1990 en Hong Kong.
En una entrevista en 2010, Dalton declaró que, cuando el libreto estaba listo y «estabamos hablando con directores», el proyecto quedó en el limbo debido a los problemas legales entre la Metro-Goldwyn-Mayer, compañía madre de United Artists (distribuidora de la franquicia), y Danjaq, dueña de los derechos fílmicos de James Bond. En 1990, la productora francesa Pathé compró la MGM/UA. Giancarlo Parretti, director ejecutivo de Pathé, buscó vender los derechos de distribución de las películas del estudio para poder obtener pagos por adelantado para financiar la compra. Con ello se incluyeron, a un precio reducido, los derechos sobre los filmes de Bond. Esta situación condujo a Danjaq a demandar, alegando una violación de los términos de distribución establecidos en 1962 con United Artists, además de que se le negaron sus respectivas ganancias por la distribución. Las demandas se establecieron hasta 1992, mientras que el contrato original de Dalton había expirado en 1990.

### Preproducción y guion
En mayo de 1993, se anunció el reinicio de los trabajos de la película número 17 de la franquicia, que se basaría en un nuevo guion escrito por Michael France. Sin embargo, la salud de Broccoli se deterioró (falleció siete meses después del estreno de GoldenEye). Su hija, Barbara Broccoli, describió esa situación como «un asiento vacío» en la producción de la película. Barbara y Wilson tomaron su lugar en la producción, mientras que Albert la supervisó como un productor consultivo, aunque reconocido como «presentador».

## Banda sonora
El tema principal de la película es GoldenEye interpretado por Tina Turner y escrito por Bono y The Edge. La música corrió a cargo de Éric Serra, compositor habitual del director Luc Besson. Su partitura recibió fuertes críticas por los aficionados de la saga al recurrir a arreglos electrónicos y acompañamientos percusivos y pausados, un sonido ajeno al habitual en las películas del agente 007. El tema final de la película es The Experience Of Love compuesto e interpretado por el mismo Serra. La música orquestal corrió a cargo del conductor John Altman.
Existen dos versiones del tema de la persecución en el tanque: una es la versión de Éric Serra la cual aparece en el álbum de la banda sonora de la película pero no en la cinta, y la segunda es la de John Altman la cual sí aparece en la película pero no en la banda sonora de esta. Dicho tema vio la luz tiempo después en varias recopilaciones discográficas como Bond Back In Action.
1. GoldenEye - Tina Turner
2. GoldenEye Overture: (Pt.1) Half of Everything Is Luck (Pt.2)
3. Ladies First
4. We Share the Same Passions: (Pt.1) the Trip to Cuba (Pt.2)
5. Little Surprise for You: (Pt. 1) Xenya (Pt.2) D.M. Mychkine
6. Severnaya Suite: (Pt.1) Among the Dead (Pt.2) Out of Hell (Pt.3)
7. Our Lady of Smolensk
8. Whispering Statues: (Pt.1) Whispers (Pt.2) Two Faced
9. Run, Shoot, and Jump
10. Pleasant Drive in St. Petersburg -No usado en la película-
11. Fatal Weakness
12. That's What Keeps You Alone
13. Dish Out of Water: (Pt.1) a Good Squeeze (Pt.2) the Antenna
14. "Scale to Hell: (Pt.1) Boris and the Lethal Pen/(Pt.2) I Am Invincible
15. For Ever, James
16. Experience of Love

## Estrenos internacionales
| País                                                                          | Fecha de estreno                  |
| ----------------------------------------------------------------------------- | --------------------------------- |
| Alemania                                                                      | Jueves 28 de diciembre de 1995    |
| Argentina                                                                     | Jueves 7 de diciembre de 1995     |
| Australia                                                                     | Martes 26 de diciembre de 1995    |
| Austria                                                                       | Viernes 29 de diciembre de 1995   |
| Bélgica                                                                       | Miércoles 20 de diciembre de 1995 |
| Belice · Costa Rica · El Salvador · Guatemala · Honduras · Nicaragua · Panamá | Lunes 25 de diciembre de 1995     |
| Brasil                                                                        | Viernes 8 de diciembre de 1995    |
| Bulgaria                                                                      | Viernes 5 de enero de 1996        |
| Chile                                                                         | Jueves 21 de diciembre de 1995    |
| Colombia                                                                      | Viernes 15 de diciembre de 1995   |
| Corea del Sur                                                                 | Sábado 16 de diciembre de 1995    |
| Croacia                                                                       | Jueves 21 de diciembre de 1995    |
| Dinamarca                                                                     | Viernes 26 de enero de 1996       |
| Ecuador                                                                       | Lunes 25 de diciembre de 1995     |
| Egipto                                                                        | Lunes 12 de febrero de 1996       |
| Eslovenia                                                                     | Jueves 21 de diciembre de 1995    |
| España                                                                        | Viernes 22 de diciembre de 1995   |
| Estados Unidos · Canadá                                                       | Viernes 17 de noviembre de 1995   |
| Filipinas                                                                     | Jueves 4 de enero de 1996         |
| Finlandia                                                                     | Viernes 15 de diciembre de 1995   |
| Francia                                                                       | Miércoles 20 de diciembre de 1995 |

| País                         | Fecha de estreno                  |
| ---------------------------- | --------------------------------- |
| Grecia                       | Viernes 12 de enero de 1996       |
| Hong Kong                    | Jueves 21 de diciembre de 1995    |
| Hungría                      | Jueves 14 de diciembre de 1995    |
| India                        | Viernes 5 de enero de 1996        |
| Indonesia                    | Miércoles 6 de diciembre de 1995  |
| Israel                       | Viernes 8 de diciembre de 1995    |
| Italia                       | Viernes 12 de enero de 1996       |
| Jamaica                      | Miércoles 20 de diciembre de 1995 |
| Japón                        | Sábado 16 de diciembre de 1995    |
| Líbano                       | Viernes 29 de diciembre de 1995   |
| Malasia                      | Jueves 21 de diciembre de 1995    |
| México                       | Viernes 15 de diciembre de 1995   |
| Noruega                      | Martes 26 de diciembre de 1995    |
| Nueva Zelanda                | Martes 26 de diciembre de 1995    |
| Países Bajos                 | Jueves 7 de diciembre de 1995     |
| Perú                         | Viernes 19 de enero de 1996       |
| Polonia                      | Viernes 24 de noviembre de 1995   |
| Portugal                     | Viernes 8 de diciembre de 1995    |
| Puerto Rico                  | Jueves 30 de noviembre de 1995    |
| Reino Unido Irlanda          | Viernes 24 de noviembre de 1995   |
| República Checa · Eslovaquia | Jueves 4 de enero de 1996         |
| República Dominicana         | Jueves 21 de diciembre de 1995    |
| Rumania                      | Viernes 23 de febrero de 1996     |
| Rusia                        | Viernes 19 de enero de 1996       |
| Singapur                     | Jueves 7 de diciembre de 1995     |
| Sudáfrica                    | Viernes 1 de diciembre de 1995    |
| Suecia                       | Viernes 8 de diciembre de 1995    |
| Suiza                        | Viernes 15 de diciembre de 1995   |
| Tailandia                    | Viernes 8 de diciembre de 1995    |
| Taiwán                       | Sábado 16 de diciembre de 1995    |
| Turquía                      | Viernes 15 de diciembre de 1995   |
| Uruguay                      | Lunes 1 de enero de 1996          |
| Venezuela                    | Miércoles 13 de diciembre de 1995 |

## Recepción
La película recaudó más de 350 millones de dólares en todo el mundo, un resultado considerablemente mejor que el de las dos entregas protagonizadas por Dalton. Algunos críticos consideraron la película como una modernización de la serie y sintieron que Brosnan fue una clara mejora respecto a su predecesor. La película también recibió nominaciones a los premios "Mejores Efectos Especiales" y "Mejor Sonido" de la Academia Británica de las Artes Cinematográficas y de la Televisión.